# Rio Paranapitanga
O rio Paranapitanga é um rio brasileiro do estado de São Paulo. 

## Bacia
- Pertence à bacia do rio Paranapanema

## Nascente
Nasce entre os municípios de Ribeirão Grande e Guapiara na localização geografica, latitude 24º07'05" Sul e longitude 48º25'36" Oeste, próximo a rodovia SP-250 na localidade denominada Ana Benta.

## Percurso
Da nascente segue em direção noroeste (350º) do estado de São Paulo, mais ou menos paralelo a rodovia SP-189, e cruza inicialmente a SP-258, desvia para nordeste (030º).

## Banha os municípios
Passa pelos municípios de: Ribeirão Grande, Capão Bonito e Buri.

## Afluentes
Não consta.

## Final
Se torna afluente do Rio Paranapanema na localização geográfica, latitude 23º41'18" Sul e longitude 48º25'54" Oeste, próximo ao bairro e distrito denominado Aracaçú, no município de Buri.

## Extensão
Percorre neste trajeto uma distância de mais ou menos 53 quilômetros.

### Referência
- Mapa Rodoviário do Estado de São Paulo - (2004) - DER